# عاشق خودت باش: اشک
«عاشق خودت باش: اشک» سومین آلبوم استودیویی از گروه کی پاپ کره‌ای بی‌تی‌اس است که در ۱۸ مه ۲۰۱۸ منتشر شد. موضوع چیره این آلبوم مفهومی به خصوص در آهنگِ مقدمه(intro)، تک آهنگ اصلی، سومین، چهارمین، پنجمین آهنگ (برای اطلاعات بیشتر از آهنگ paradise به محاصبهٔ MNEK مراجعه شود) و آهنگ پایانی(outro) حول رنج ناشی از جدایی (روی تاریک عشق)، است.